# Президентские выборы в США (1848)
Президентские выборы 1848 года проходили 7 ноября. Президент Джеймс Полк не выставил свою кандидатуру на второй срок, из-за проблем со здоровьем (он умер через 4 месяца после выборов). Представитель партии вигов Закари Тейлор одержал победу над кандидатом от Демократической партии Льюисом Кассом. Он стал вторым и последним президентом от Вигов.
В третий раз в истории победитель выборов получил менее 50 % голосов избирателей (что в США никак не мешает одержать победу); также впервые среди кандидатов в президенты США был бывший глава Вашингтона — Мартин Ван Бюрен. Однако реальных шансов на возвращение в Белый Дом у него не было (он смог набрать лишь 10 % голосов избирателей и не завоевал ни одного голоса выборщиков).

## Выборы
В 1846—1847 годах Виги фокусировали свои усилия на осуждении военной политики Джеймса Полка. Однако, им пришлось резко менять тактику. В феврале 1848 года Полк заключил договор Гвадалупе-Идальго, который окончил Американо-мексиканскую войну и по которому Соединённым Штатам отошла огромная территория, включая современную территорию Техаса, Калифорнии, Юты, большую часть Колорадо, Аризоны и Нью-Мексико. Виги в Сенате проголосовали за договор. Летом партия Вигов номинировали героя этой войны Закари Тейлора в качестве кандидата в президенты. Тейлор обещал не вести более войн, однако, он не осуждал Американо-Мексиканскую войну и не критиковал Полка. Виги были вынуждены следовать его курсу. Они переориентировались на обсуждение вопроса о том, следует ли запретить рабовладение на приобретённых территориях. Таким образом, выдвижение Тейлора, который не следовал политической платформе партии, был практически актом отчаяния. Демократы фактически принесли победу, мир, благоденствие, приобрели территорию Орегона и Юго-запада. В результате они становились автоматически победителями на выборах, если бы Виги не выдвинули Тейлора.

### Результаты

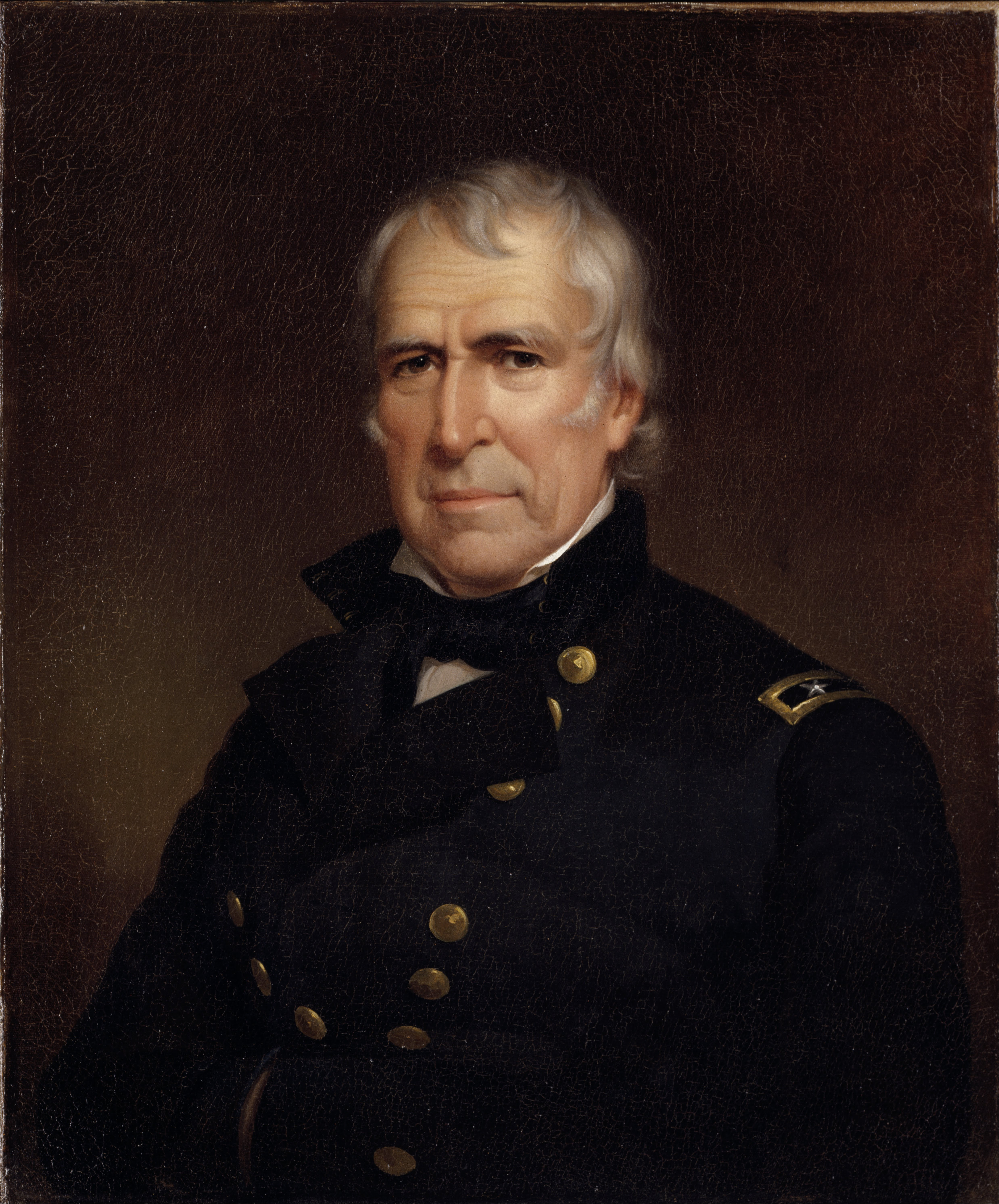
В результате выборов 1848 года герой Американо-Мексиканской войны Закари Тейлор стал двенадцатым президентом США.

| Кандидат         | Партия                 | Кол-во голосов | Кол-во голосов | Выборщики |
| Кандидат         | Партия                 | Количество     | %              | Выборщики |
| ---------------- | ---------------------- | -------------- | -------------- | --------- |
| Закари Тейлор    | Партия вигов           | 1 361 393      | 47,28%         | 163       |
| Льюис Касс       | Демократическая партия | 1 223 460      | 42,49%         | 127       |
| Мартин Ван Бюрен | Партия свободной земли | 291 501        | 10,12%         | 0         |
| Джеррит Смит     | Партия свободы         | 2 545          | 0,09%          | 0         |
| Другие           | —                      | 285            | 0,01%          | 0         |
| Всего            | Всего                  | 2 879 184      | 100%           | 290       |